# Androsace bulleyana
Androsace bulleyana là một loài thực vật có hoa trong họ Anh thảo. Loài này được Forrest mô tả khoa học đầu tiên năm 1908.